# Toarps kyrka
Toarps kyrka är en kyrkobyggnad belägen på en brant gruskulle norr om tätorten Dalsjöfors i Borås kommun. Den tillhör Toarps församling i Skara stift.

## Kyrkobyggnaden
På platsen fanns först en medeltida stenkyrka med klockstapel. Den blev för liten då befolkningen växte och revs efter att beslut hade fattats 1780 om att bygga en ny kyrka. Den nuvarande är en gustaviansk stenkyrka. Den uppfördes av byggmästare Sven Wästman från Skärv och bär dennes kännemärken:  mansardtak, halvrunt kor med indragna hörn och ett torn med lanterninprydd huv. Byggnaden har spetsbågade fönster, trots att sådana annars hör till gotiken. Invigningen ägde rum i september 1783.
Flera restaureringar har förekommit. De mest ingripande var 1904 och 1924-1925. Vid det senare tillfället renoverades en stor del av inredningen, korgolvet utökades och elektricitet installerades. Det putsade spegelvalvet försågs vid samma tid med målningar av John Hedaeus från Borås.

## Inventarier

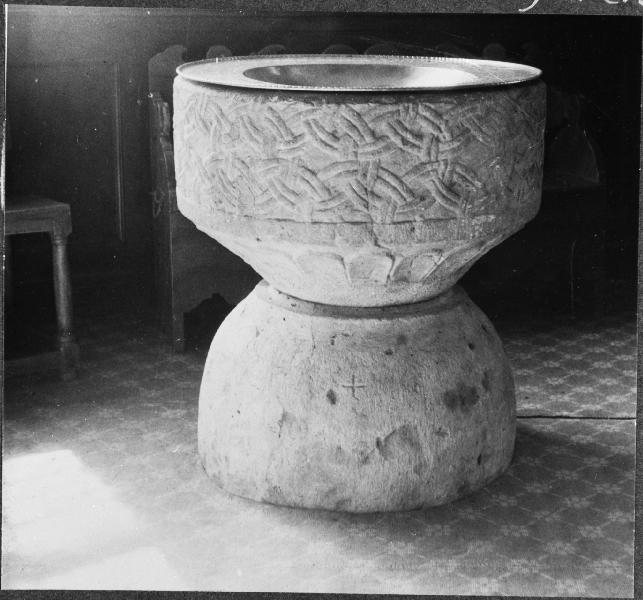
Dopfunten

- En romansk dopfunt i två delar, huggen under 1100-talets senare del, tillskrives stenmästaren Andreas. Den är 88 cm hög. Cuppan är cylindrisk med skrånande undersida. Runt livet finns nederst ett utsparat band, däröver en ringkedjefris och på undersidan uppåtriktade blad. Foten är rundad och konvex. Centralt uttömningshål. Funten låg i över hundra år ute på kyrkogårdsmuren. Den flyttades in i kyrkan 1904, men då saknades dess fot, som återfanns först 1942 i en mosse väster om kyrkan.[1]
- Predikstolen är tillverkad 1651 för den gamla kyrkan. Det tillhörande ljudtaket tillkom 1804.
- Altartavlan är målad 1862 av Birger Lignell och återger Kristus på korset.
- En tavla i snidat trä, som föreställer Jesu uppståndelse, påträffades vid restaureringen 1955 och hänger på norra långskeppsväggen.
- En tavla utförd av Bill Flodin 1974 hänger på den motsatta väggen.

### Klockor
- Storklockan, som omgöts 1915, var av en senmedeltida normalyp utan inskrifter. Den har nu inskriptionen: Kommen och låten oss tillbedja och nedfalla.
- Lillklockan är från tidig medeltid och ovanligt smal och hög. Den har inga inskrifter.[2]

### Orgel
Orgeln är placerad på västra läktaren. Det är en ny orgel tillverkad 1977 av Tostareds Kyrkorgelfabrik. Kyrkan fick sin första orgel 1856, tillverkad av J. F. Ahlstrand i Istorp. Den hade då tio stämmor, vilka utökades till 21 vid dess restaurering 1923, som utfördes av A. Magnusson Orgelbyggeri AB. Fasaden härstammar från 1856 års orgel och var ursprungligen ljudande, blev stum efter ombyggnation 1925, men åter ljudande efter senaste ombyggnaden 1976, varefter instrumentet har nitton stämmor fördelade på två manualer och pedal.